# بورهیل (ویرجینیا)
بورهیل (به انگلیسی: Burr Hill) یک منطقهٔ مسکونی در ایالات متحده آمریکا است که در شهرستان اورنج، ویرجینیا واقع شده‌است. بورهیل ۸۴٫۱۳ متر بالاتر از سطح دریا واقع شده‌است.